# Мускетон
Мускетон (енгл. Musketoon), познат у Србији и Босни 19. века као штуц, или танџара је кратко ручно ватрено оружје којим су до краја 19. века у многим земљама били наоружани коњаници, артиљерци, инжињерци и други којима су најпре аркебузе, затим мускете, и на крају пушке сметале због дужине. По изгледу је сличан карабину, од кога се разликује глатком цеви, која је код карабина најчешће изолучена: практично, мускетон је мускета веома скраћене цеви.

## Еволуција
Мускетон је постао од петринала - такође кратког оружја, али које се при гађању држало ослоњено на груди. Појавио се крајем 15. и почетком 16. века у Шпанији. У Француској се употребљава од 1557, у Холандији од 1597, у Шведској од 1600. До пред крај 17. века по конструкцији је личио на мускету - поред осталог, имао је као и она левкаста уста цеви, ради лакшег пуњења спреда. Доцније је, у ствари, био кратка пушка, па је тако често и називан. Понекад је био краћи чак и од карабина, од којег се, иначе, разликовао углавном изгледом унутрашњости цеви: у карабина она је најчешће била изолучена, а у мускетона, све до средине 19. века, глатка, као у пушке.
Француски мускетони око 1850. имали су цев дужине 0.5 м, а били су тешки 2.670-3.280 г. Било их је са бајонетом или без њега. Крајем 19. века мускетон је свуда замењен карабином.
У Дубровнику су мускетоном називане дугачке пушке, тешке око 25 кг.